# 品川区立荏原平塚学園
品川区立荏原平塚学園（しながわくりつえばらひらつかがくえん）は、東京都品川区平塚3丁目にある義務教育学校である。
2010年4月に、品川区立平塚小学校と品川区立荏原平塚中学校を統合して開校した小中一貫校で、2016年4月に義務教育学校品川区立荏原平塚学園と改称した。

## 沿革
- 2010年（平成22年）
  - 4月1日 - 品川区立小中一貫校荏原平塚学園として開校（平塚小学校・荏原平塚中学校）。
  - 9月1日 - 平塚小学校の児童と荏原平塚中学校の生徒が新校舎に移動。
  - 10月16日 - 落成記念式典挙行し、祝賀会開催。
- 2015年（平成27年）4月1日 - 東京都オリンピック・パラリンピック教育推進校の指定。
- 2016年（平成28年）4月1日 - 義務教育学校として、品川区立荏原平塚学園開校。品川コミュニティスクールの実施。特別支援教室（たけのこ教室）の設置。
- 2018年（平成30年）
  - 4月1日 - 特別支援学級（5組）の設置。特別支援教室（若竹教室）の設置。
  - 9月27日 - 校庭の全面人工芝生化。

## 在籍者数
前期課程
| 学年 | 1年 | 2年 | 3年 | 4年 | 5年 | 6年 | 特別支援 | 合計 |
| ---- | --- | --- | --- | --- | --- | --- | -------- | ---- |
| 学級 | 3   | 2   | 2   | 2   | 2   | 2   | -        | 8    |
| 児童 | 77  | 6１ | 6１ | 79  | 77  | 67  | -        | 422  |

後期課程
| 学年 | 1年 | 2年 | 3年 | 特別支援 | 合計 |
| ---- | --- | --- | --- | -------- | ---- |
| 学級 | 3   | 2   | 2   | -        | 7    |
| 生徒 | 83  | 68  | 80  | -        | 231  |

- いずれも、2019年度時点。

## 学区
前期課程
- 荏原2丁目（4番～8番・10番～17番）・荏原3丁目・荏原4丁目[3]

後期課程
- 荏原2丁目（4番～8番・10番～17番）・荏原3丁目・荏原4丁目・旗の台2丁目（2番・3番）・中延1丁目・中延2丁目・中延3丁目（1番～7番・10番・11番）・西中延1丁目・西中延2丁目・西中延3丁目・東中延1丁目・東中延2丁目（1番～6番）[4]

## 教育目標
- 好学 まなぶ…学習に熱心に取り組む
- 誠意 つくす…万人に真心を尽くす
- 鍛錬 きたえる…自ら心身を鍛える

## 周辺
- 東京都道・神奈川県道2号東京丸子横浜線
- 東京都道420号鮫洲大山線
  - 上記2路線は、本校付近で交差する。
- 平塚橋郵便局
- 品川区立平塚幼稚園
- 品川区立荏原第二保育園
- 荏原保健センター
  - 荏原特別養護老人ホーム
- 東京消防庁荏原消防署
- 平塚橋特別養護老人ホーム
- 品川区立京陽小学校 - 本校とは近いが、後期課程（中学校）への進学前小学校ではないほか、本校がある平塚3丁目が学区に入っている小学校でもある[5]。平塚3丁目を学区する中学校は、品川区立戸越台中学校となる[6]。
- ひらさん広場
- 荏原税務署

## 交通
- 東急バス反11・反12「平塚橋」バス停下車後、徒歩約210m・約3～4分。
- 東急電鉄池上線戸越銀座駅から、徒歩約590m・約9分。